# Tmarus incertus
Tmarus incertus là một loài nhện trong họ Thomisidae.
Loài này thuộc chi Tmarus. Tmarus incertus được Eugen von Keyserling miêu tả năm 1880.